# (3772) Piaf
(3772) Piaf es un asteroide perteneciente al cinturón de asteroides, descubierto el 21 de octubre de 1982 por Liudmila Karachkina desde el Observatorio Astrofísico de Crimea (República de Crimea).

## Designación y nombre
Designado provisionalmente como 1982 UR7. Fue nombrado Piaf en honor a la cantante francesa Édith Piaf.